# Northampton (Nuevo Brunswick)
Northampton es una parroquia canadiense situada en la provincia de Nuevo Brunswick.

## Superficie
Northampton tiene una superficie de 243,31 km².

## Demografía
En 2021, tenía 1875 habitantes, una densidad poblacional de 7,7 hab./km², y 766 viviendas.